# Trichoplusia parallela
Trichoplusia parallela là một loài bướm đêm trong họ Noctuidae.